# 厄于加倫島群
厄于加倫島群（挪威語：Øygarden i Antarktis）是南極洲的島群，位於愛德華八世灣入口處南部，東西面橫跨18公里。該島群在1936年2月由威廉·斯科尔斯比号考察船發現，并将其所处的海湾命名为爱德华八世湾。製圖師根據挪威拉尔斯·克里斯腾森探险队的航拍照片把該島群繪入地圖。挪威语意为“保护性的岛链”。该群岛包括阿尔法德岛、博格岛、德波岛、霍科伦岛、卡姆岛、参宿七岩礁、绍拉岛和锡里阿斯群岛。